# Аніта Гара
Аніта Гара (угор. Gara Anita; нар. 4 березня 1983, Будапешт) — угорська шахістка, гросмейстер серед жінок (1997). Шестиразова чемпіонка Угорщини з шахів серед жінок 2000, 2001, 2009, 2013, 2016 та 2017 років.
Її рейтинг станом на березень 2020 року — 2340 (123-тє місце у світі, 4-те в Угорщині серед діючих шахісток).

## Шахова кар'єра
У 1993-1999 роках неодноразово представляла Угорщину на чемпіонатах світу і Європи серед дівчат у різних вікових категоріях, найбільшого успіху досягнувши 1995 року в Сан Лоренсу (Бразилія), де виграла срібну медаль на чемпіонаті світу до 12 років. У 2000 і 2001 роках двічі завоювала срібну медаль на командному чемпіонаті Європи в категорії до 18 років.
Наприкінці 1990-х років увійшла до чільної когорти угорських шахісток. У 2000 і 2001 роках двічі вигравала чемпіонат Угорщини, крім того,у фінальному турнірі 2004 року посіла 3-тє місце (позаду Сідонії Вайди і Ніколетти Лакош). Між 2000 і 2006 роками чотири рази брала участь у шахових олімпіадах, кожного разу посідаючи в командному заліку місце в першій десятці. У період 1997-2007 років також чотири рази представляла збірну Угорщини на командних чемпіонатах Європи, завоювавши в цих змаганнях дві медалі: срібло (2003, в командному заліку) і бронзу (2005, в особистому заліку на 4-й шахівниці).
До її успіхів на міжнародних турнірах, належать, зокрема, 2-ге місце на турнірі First Saturday в Будапешті в 1998 році (FS04 ЇМ, позаду Імре Хери) і 1-ше місце в цьому турнірі у 2003 році (FS04 ЇМ-B), а також одноосібна перемога на гросмейстерському турнірі Gold Cup в Сомбатгеї у 2004 році (попереду, зокрема, Ільдіко Мадл і Ганни Музичук). 2008 року на черговому турнірі First Saturday (FS02 ЇМ-І) поділила 2-ге місце.
Найвищий рейтинг Ело в кар'єрі мала станом на 1 січня 2005 року, досягнувши 2405 очок посідала тоді 51-ше місце в світовому рейтинг-листі ФІДЕ серед жінок, та одночасно 1-ше місце серед угорських шахісток.